# Records of Natural Products
Records of Natural Products, abgekürzt Rec. Nat. Prod., ist eine wissenschaftliche Fachzeitschrift, die vom ACG-Verlag veröffentlicht wird. Die Zeitschrift erscheint mit vier Ausgaben im Jahr. Es werden Artikel veröffentlicht, die sich mit der Naturstoffchemie beschäftigen.
Der Impact Factor lag im Jahr 2014 bei 0,868. Nach der Statistik des ISI Web of Knowledge wird das Journal mit diesem Impact Factor in der Kategorie angewandte Chemie an 51. Stelle von 72 Zeitschriften, in der Kategorie Botanik an 141. Stelle von 204 Zeitschriften und in der Kategorie medizinische Chemie an 53. Stelle von 59 Zeitschriften geführt.